# Ronaldinho
»Ronaldinho« (s pravim imenom Ronaldo de Assis Moreira), brazilski nogometaš, * 21. marec 1980, Porto Alegre, Brazilija.
Ronaldinho je član brazilske nogometne reprezentance, s katero je sodeloval na nogometnemu delu poletnih olimpijskih iger leta 2000. Trenutno ni pri nobenemu klubu.
Nogomet je pričel igrati že v mladih letih. Začel je z dvoranskim nogometom. Odraščal je v revščini in oče ga je nenehno odvračal od početja neumnosti, ker je vedel, da se lahko Ronaldinho iz revščine izvleče samo z nogometom. Ko je bil proglašen za najbolšega strelca svetovnega prvenstva v Egiptu v kategoriji do 17 let, je začel svojo kariero pri klubu Gremio in tam igral od sezone 1998 in do sezone 2001. 26. junija 1999 je na debitantski tekmi za brazilsko reprezentanco dosegel svoj prvi reprezentančni gol in s tem zmagoviti zadetek za ameriški pokal (Copa América). Do zdaj je zbral 34 reprezentančnih nastopov in dosegel 13 zadetkov.
Leta 2001 je podpisal petletno pogodbo s francoskim klubom Paris Saint-Germain (PSG). Kmalu so se odnosi zapletli, Ronaldinho je raje kot na trening zahajal v nočne bare, s trenerjem se je prepiral kar prek medijev, blesteče poteze pa so bile prej redkost kot nekaj samoumevnega. Za prestop iz Gremia je PSG moral plačati 4,5 milijonov dolarjev.
Na svetovnem prvenstvu leta 2002 na Japonskem in Koreji je Ronaldinho pomagal Braziliji do naslova svetovnega prvaka. Mnogi so si zapomnili spektakularen lob s 35 metrov proti Angliji. Kmalu po tem strelu je bil tudi izključen iz igre zaradi grobega prekrška nad angleškim nogometašem. 
Leta 2003, po izpadu Paris Saint-Germaina iz kvalifikacij za evropske pokala, je hotel zapustiti klub zaradi slabih odnosov z vodstvom kluba. Kmalu je dobil goro ponudb. Izbiral je med angleškim Manchestrom United in špansko Barcelono (Barça) in odločil se je da odide v španijo na Nou Camp. Pravi, da se ponudbi Barcelone ni mogel upreti, ker je to mesto njegovih sanj, vreme je fantastično, nogometni klub je eden največjih vseh časov, na enkratnem štadionu Nou Camp pa so igrali njegovi vzorniki Romario, Rivaldo in Ronaldo. V Barcelono je prestopil 19. julija, tokrat za 27 milijonov evrov. Takoj je upravičil svoj sloves in ceno, ter Barcelono povedel do drugega mesta v španskem prvenstvu Primeri Division v sezoni 2003/2004. 
V sezoni 2004/2005 je skupaj s soigralci (Samuel Eto'o, Deco, Henrik Larsson in Ludovic Giuly, ter drugimi) Barcelono pripeljal do naslova španskega prvaka.
24. decembra leta 2004 je ga je Svetovna nogometna zveza (FIFA) proglasila za igralca leta. Premagal je Arsenalovega zveznika Thierryja Henryja in ukrajinca Andreja Ševčenka. 29. junija 2005 je prejel kapetanski trak v brazilski reprezentanci in Brazlija je osvojila pokal konfederacij z zmago nad Argentino s 4:1. Pelé (nekdaj najbolši igralec sveta) je Ronaldinha  označil za najbolšega igralcev vseh časov, Diego Armando Maradona ga imenuje »moj naslednik«, rojak Careca meni, da je »genij«, kontroverzni Romario pa pravi, da je drugi najbolši nogometaš vseh časov – takoj za njim. Leta 2005 je od Združenja evropskih nogometnih zvez (UEFA) prejel nagrado za najbolšega napadalca v Uefini ligi prvakov, v sezoni 2004/2005. 
V sezoni 2005/2006 je prejel prestižno nagrado - Zlato žogo.